# Clonmel
Clonmel (Cluain Meala en irlandais) est une ville du comté de Tipperary en Irlande.

## Géographie
Bien que la plus grande partie de son territoire se trouve dans le comté de Waterford, Clonmel est le siège administratif du comté de Tipperary (sud).
La ville est traversée par la rivière Suir et se situe dans sa vallée.
Elle est environnée de basses montagnes et de collines : Comeragh Mountains au sud, et Slievenamon vers l'est.
La ville de Clonmel comptait 18 369 habitants, selon le recensement de 2022.

## Histoire
Clonmel a été fortifiée très tôt dans son histoire, la ville ayant une importance stratégique, d'abord pour les comtes d'Ormonde, puis pour le comte de Kildare (1316). Protégée par des remparts, elle s'est donc beaucoup développée à l'époque médiévale. Une petite section des murs subsiste près de l'ancienne église Sainte-Marie, construite au XIVe siècle, voire plus tôt, dès 1204 par Guillaume de Bourg, et reconstruite ou rénovée à plusieurs reprises.

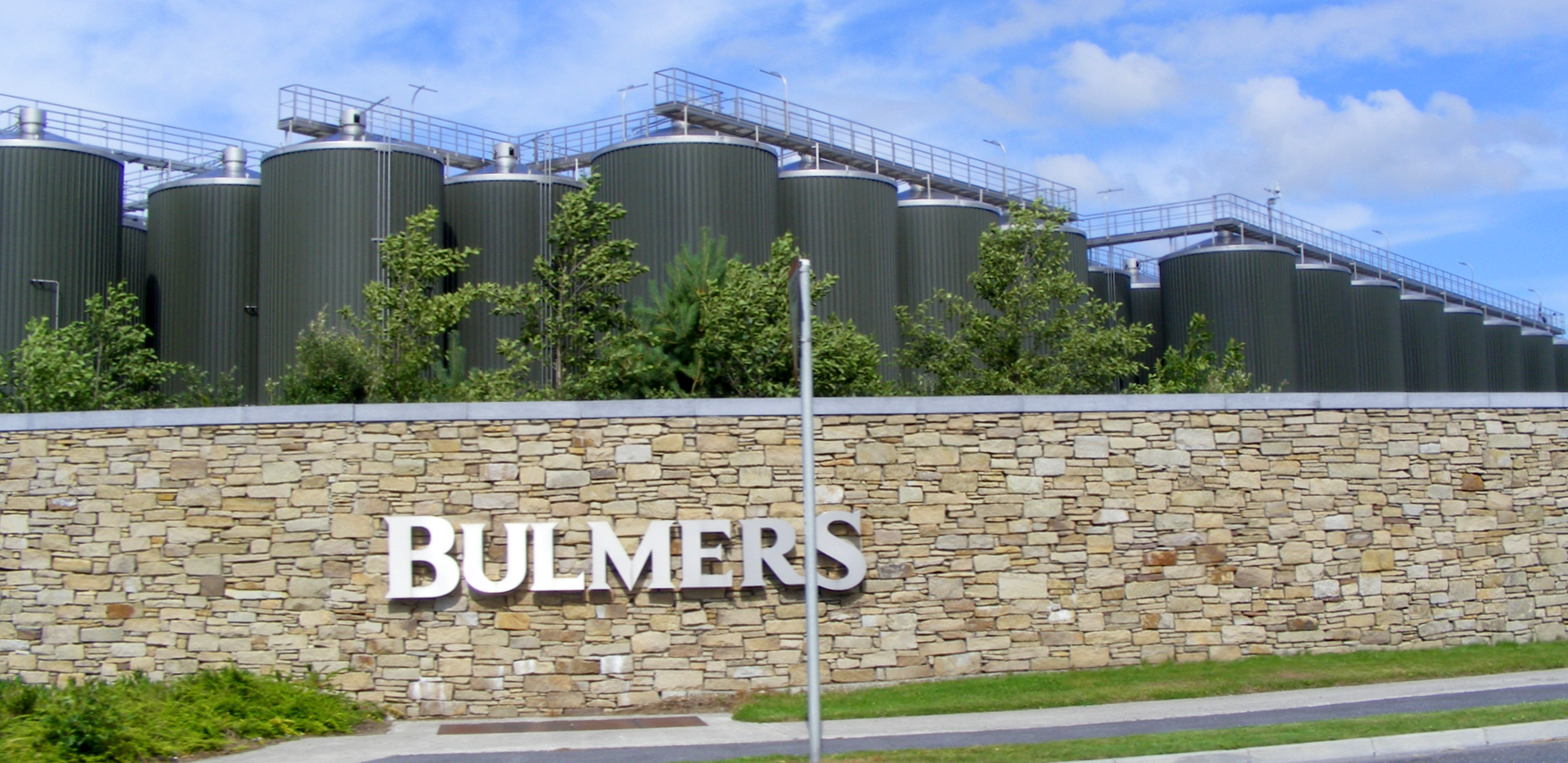
Ets Bulmers, producteurs de cidre.
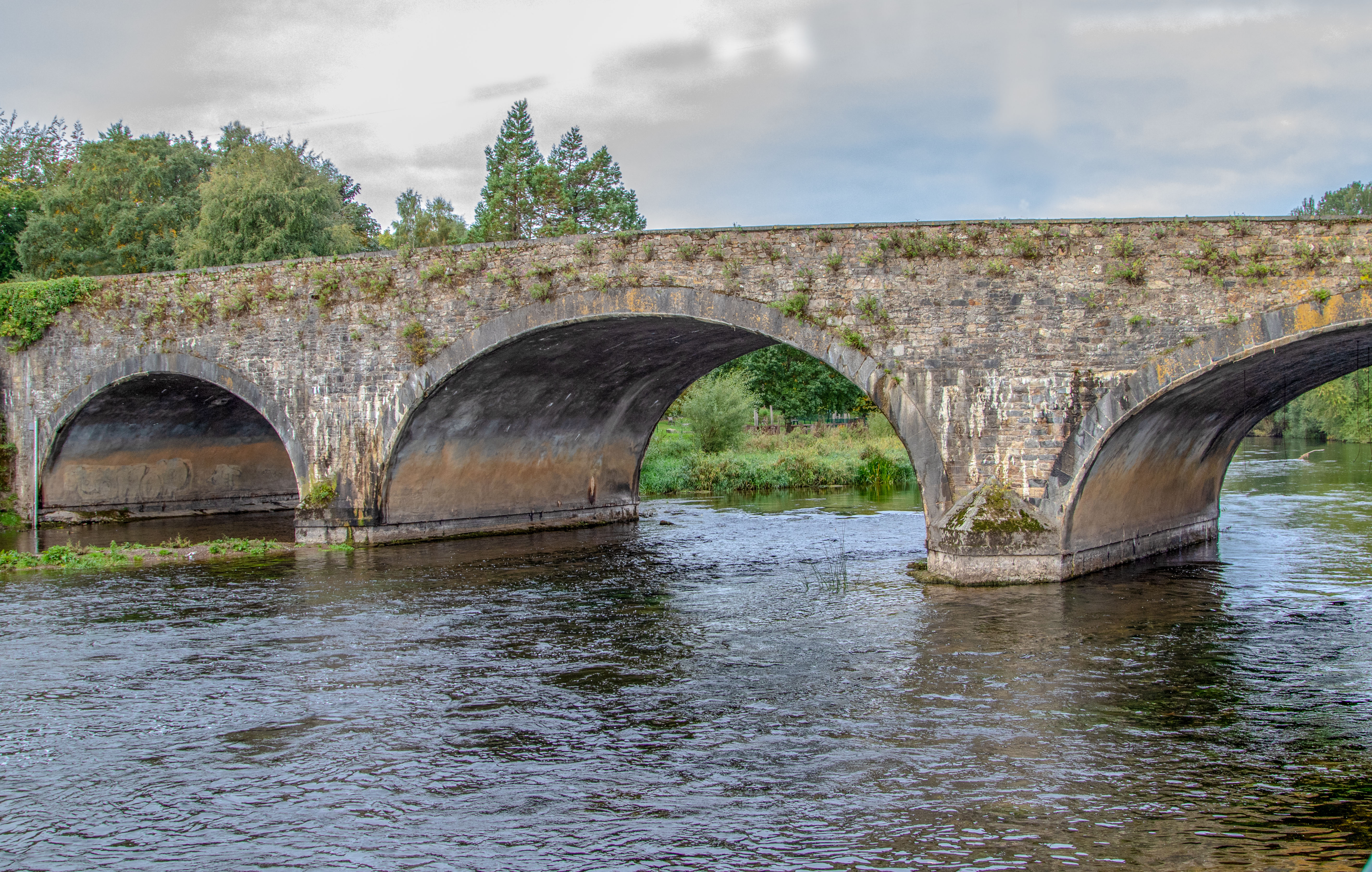
Gashouse Bridge.
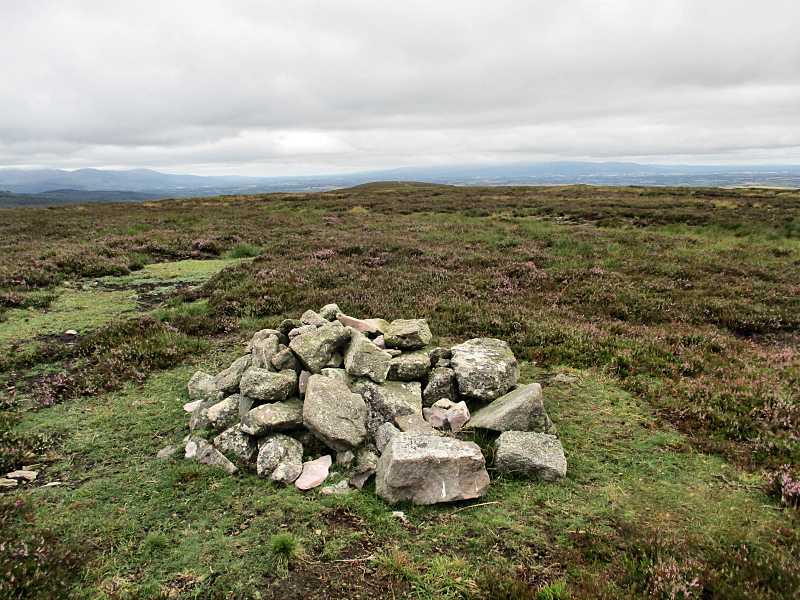
Cairn de sommet, au sud-est de Clonmel.
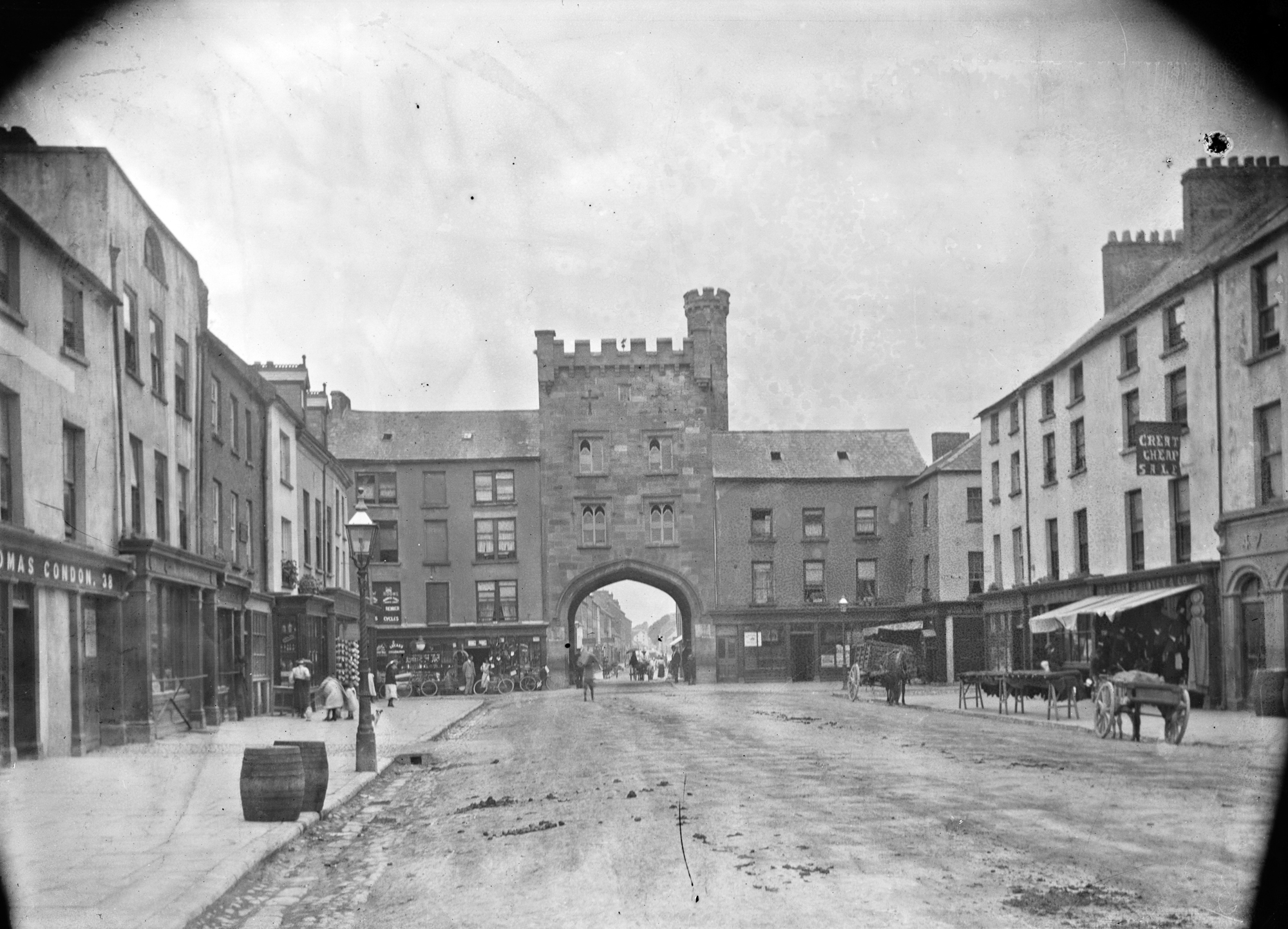
Porte ouest des remparts de la ville, premier tiers du XXe siècle.
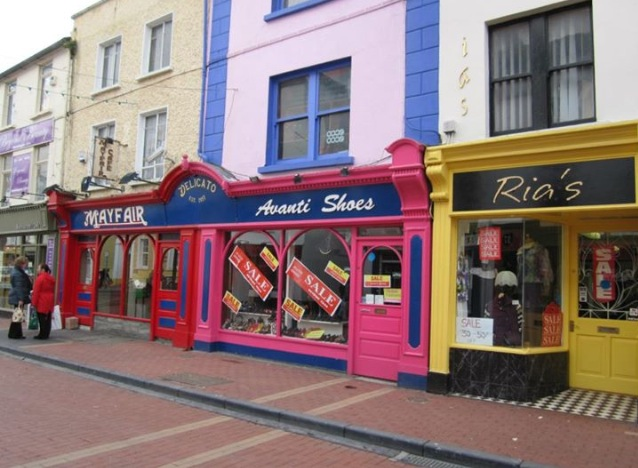
Mitchell Street, rue commerçante.
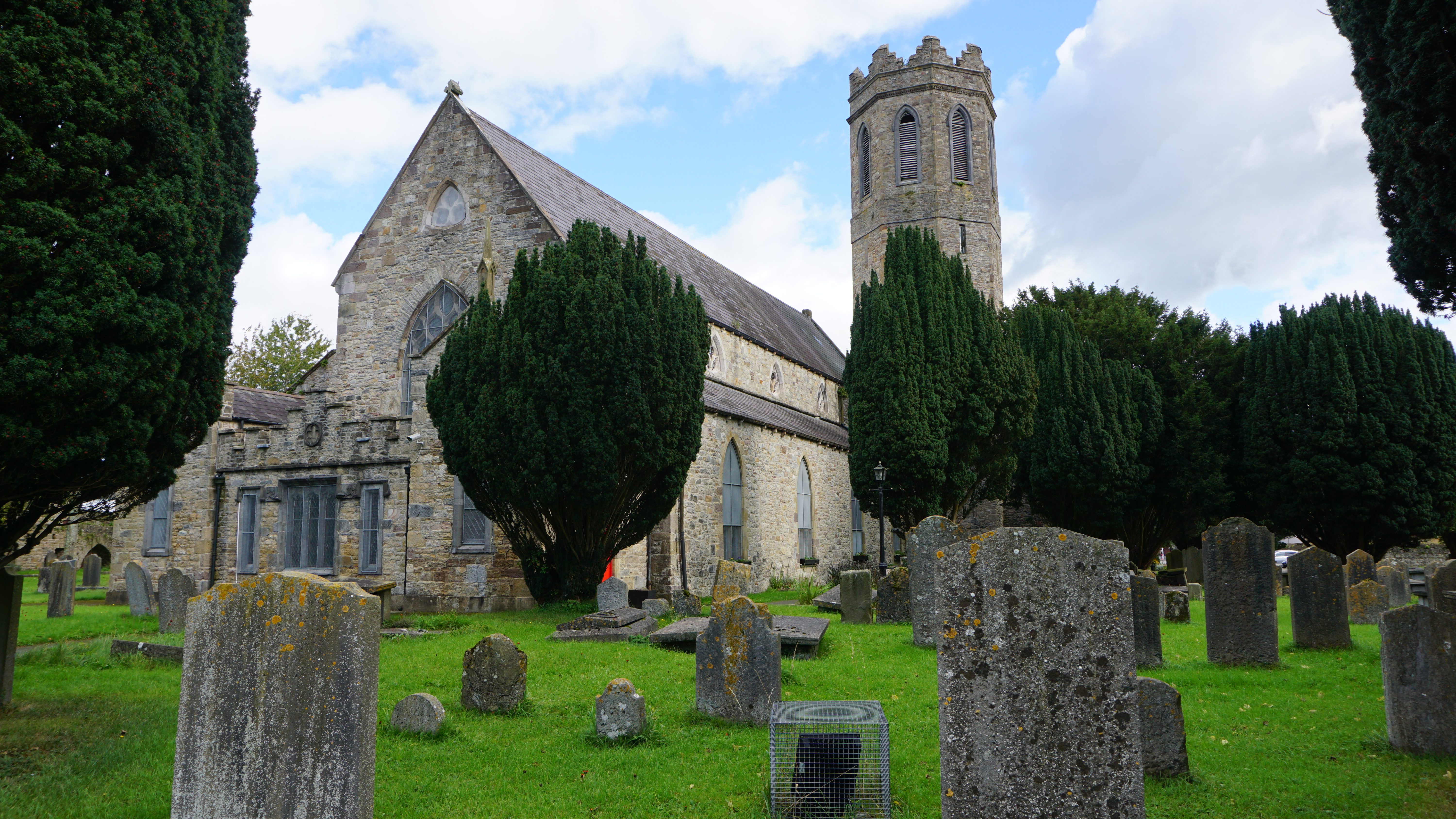
L'ancienne église Sainte-Marie.
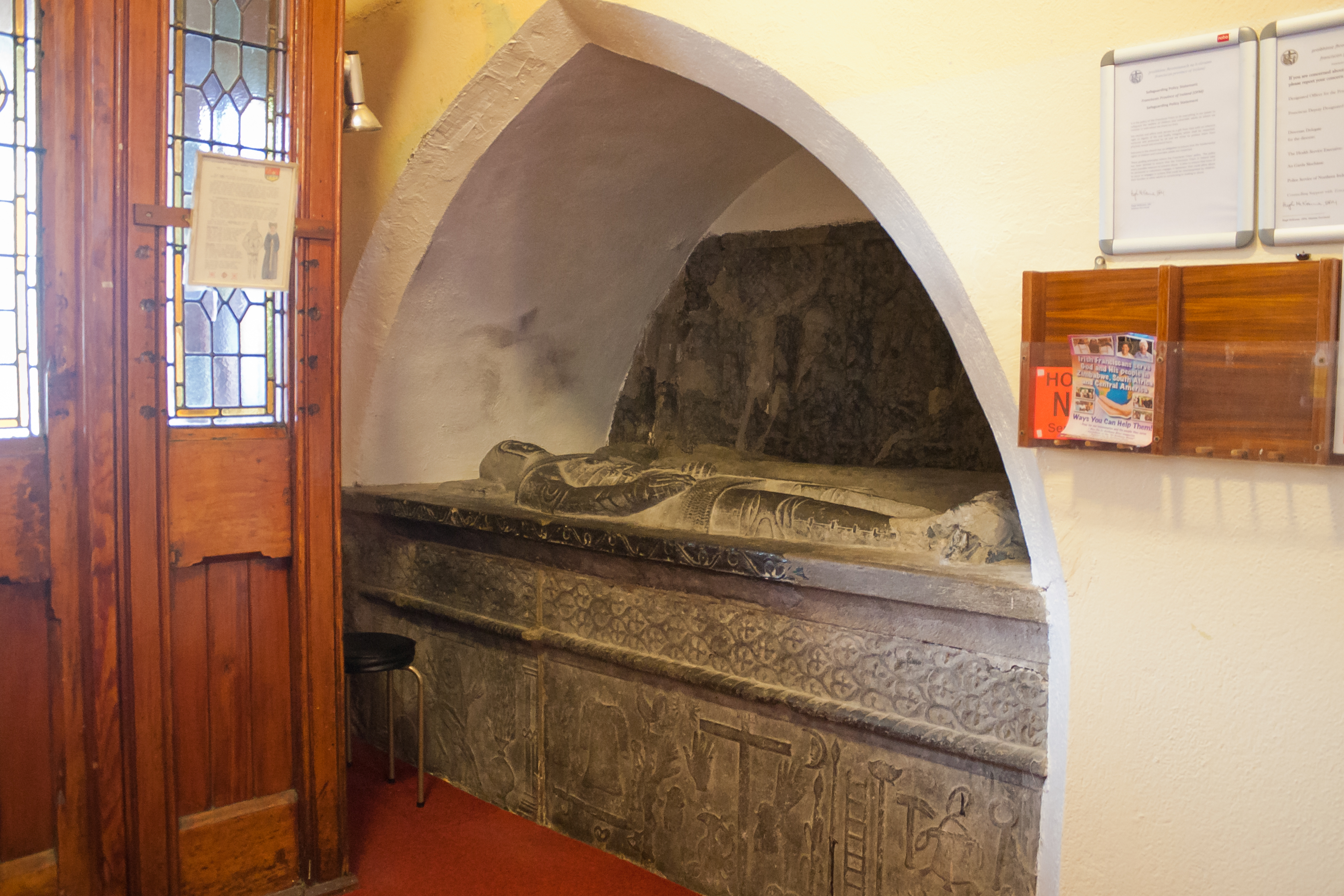
Tombe de Thomas Butlers, 1er Baron Cahir, et d'Ellen Fitzgerald (entre 1530 et 1540), Maison de prière de l'ancien monastère franciscain de Clonmel.

## Personnalités locales
- Laurence Sterne, (24 novembre 1713, Clonmel, Irlande - 18 mars 1768, Londres) romancier et ecclésiastique britannique. Ses œuvres les plus célèbres sont The Life and Opinions of Tristram Shandy, Gentleman (Tristram Shandy), et A Sentimental Journey Through France and Italy (Voyage sentimental à travers la France et l'Italie) mais Sterne publia aussi des sermons, écrivit des mémoires et prit part à la vie politique locale.

Il mourut à Londres après avoir combattu la tuberculose pendant de nombreuses années.
- Lilla Minnie Perry (10 juin 1888 - 30 août 1974) est une peintre de paysages. Elle est née à Marlfield House, Clonmel.
- Pat O'Callaghan (1905-1991), athlète irlandais, champion olympique du lancer du marteau, y est décédé.

## Jumelages
- Eysines (France) depuis 1995 ;
- Reading (Royaume-Uni).

## Culture, Festivals
Clonmel a accueilli le Fleadh Cheoil en 1992, 1993, 1994, 2003 et 2004.
Chaque année, depuis 2001, a lieu le Clonmel Junction Festival pendant la première semaine de Juillet. À l'origine festival de théâtre sur quelques jours, cet évènement renverse dorénavant la commune pendant 10 jours, en proposant au public des concerts de Rock et Musiques du Monde, ainsi que des spectacles de Théâtre et Cirque traditionnels, contemporains ou de rue. Ce festival pluridisciplinaire permet la rencontre entre musiciens locaux et étrangers, et ainsi la mise en place de résidences pour de nouvelles créations, souvent présentées lors du concert final, qui se déroule le dernier dimanche du festival, en conclusion d'une après-midi de concerts/bœufs réalisés par les groupes-phares de la semaine.
D'un point de vue pédagogique, c'est également un évènement participatif qui offre la possibilité aux habitants de la ville de contribuer à sa mise en place ou encore de bénéficier de formations dans le secteur artistique. En 2009, a été développé le programme "Cafés Carte Blanche" qui consiste en la création d'univers artistiques spécifiques, dans des locaux inutilisés du centre-ville. Ainsi, pendant les 10 jours du festival, et en fonction des années, sont proposés dans ces lieux culturels, des ateliers gratuits pour la découverte de la danse, des arts plastiques, du développement durable, du théâtre, du chant, des langues étrangères, du son etc. Ces « cafés culturels » sont menés par un artiste spécialisé dans le domaine concerné, ainsi qu'une équipe de volontaires désireux d'acquérir de nouvelles compétences.